# 安德烈-皮埃爾·吉尼亞克
安德烈-皮埃爾·克里斯蒂安·吉尼亞克（法語：André-Pierre Christian Gignac；1985年12月5日—），是一名法國職業足球員，司職前鋒。目前效力於墨西哥足球超級聯賽俱樂部新萊昂自治大學老虎。

## 生涯

### 球會
吉尼亞克是在家鄉球會展開球員生涯，後來加入當時處於乙組的洛里昂。當洛里昂升上法甲時，吉尼亞克曾被外借到一些小型球會，及後返回洛里昂，開始取得表現。2007年轉投圖盧茲，2010年又轉會馬賽。
在2008-09賽季的法甲聯賽中，吉尼亞克成為法甲金靴，然而他很長一段時間都被視為體能出色但小技術欠奉的球員。2014-15球季得到擅長強攻戰術的新總教練貝爾薩調教後，吉尼亞克又再度重拾進球高效。同年6月，吉尼亞克轉投墨西哥的堤格雷斯。

### 國家隊
吉尼亞克也是法國國家隊的隊員，在2009年8月12日法國對法羅群島的世界杯預選賽上，吉尼亞克打入了他在國家隊的第一個進球，隨後也入選2010年世界盃23人名單。然而由於遭到法國隊於該屆賽事的糟糕演出與馬賽日漸下滑的戰績拖累，吉尼亞克在此後也隨之被國家隊淡忘，直到2014-15賽季的激活後才又開始獲得徵召。
在2014年10月14日面對亞美尼亞的比賽中，吉尼亞克被賦予點球手的任務並成功罰入一球；這或許代表吉尼亞克已逐漸重拾教練的信任。
2016年歐洲國家盃開打前夕，因為捲入性愛影片敲詐案無緣國家隊，改由吉魯出任先發中鋒，吉尼亞克做為後者的替補也入選了國家隊並接手了本澤馬的10號球衣，並且在該屆賽事中成為重要的輪換成員。
吉尼亞克被任命為參加2020年夏季奥林匹克运动会男子足球比赛的法國奧運代表隊的三名超齡球員之一。其他人之一是他的新老虎隊友弗洛里安·托萬。

## 外部連結
- Soccerway資料庫：安德烈-皮埃爾·吉尼亞克